# Pic de Neige Cordier
Pic de Neige Cordier (3613 m n.p.m.) – szczyt w grupie górskiej Écrins we francuskich Alpach Delfinatu.
Leży w północno-wschodniej części grupy górskiej Écrins. Wznosi się w głównym grzbiecie wododziałowym tej grupy, biegnącym tu z północy z przełęczy Arsine przez lodowiec Arsine na Pic de Neige Cordier, a z niego na południowy zachód w kierunku La Roche Faurio (3730 m n.p.m.) i dalej najwyższego masywu tej grupy - Barre des Écrins (4102 m n.p.m.). Grzbiet ten rozdziela dorzecza Guisane na wschodzie i Romanche na zachodzie.
Pic de Neige Cordier jest ważnym punktem zwornikowym: w kierunku południowo-wschodnim odgałęzia się tu długi grzbiet ze szczytami Montagne des Agneaux (3663 m n.p.m.) i Pointe des Arcas (3478 m n.p.m.), opadający na południu ku dolinie Vallouise, natomiast w kierunku północnym – krótkie ramię zakończone szczytem Pics de Chamoissière (3215 m n.p.m.) w widłach źródłowego cieku Romanche i jej pierwszego prawobrzeżnego dopływu – potoku Rif de la Planche.
W kierunku północno-wschodnim szczyt opada stromymi zerwami skalnymi nad zachodni kraniec lodowca Arsine. W kierunku północno-zachodnim spod szczytu spływa niewielki lodowczyk wiszący, obrywający się nad dolne piętro lodowca de la Plate des Agneaux. Natomiast strome pola firnowe, schodzące prawie spod samego wierzchołka po stronie południowej, łączą się bezpośrednio z płynącym niżej Białym Lodowcem.
Pierwszego wejścia dokonali Paul Guillemin, Émile Pic i Pierre Estienne 3 sierpnia 1877 r.
Nazwa szczytu upamiętnia francuskiego alpinistę Henri Cordiera.